# Stenhomalus carbonarius
Stenhomalus carbonarius är en skalbaggsart som beskrevs av Holzschuh 2008. Stenhomalus carbonarius ingår i släktet Stenhomalus och familjen långhorningar.
Artens utbredningsområde är Laos. Inga underarter finns listade i Catalogue of Life.